# Basic Books
Basic Books è una casa editrice statunitense di libri fondata nel 1950 con sede a New York, ora parte delHachette Book Group. Pubblica libri nel campo della psicologia, filosofia, economia, scienza, politica, sociologia, storia e vicende di attualità.
Tra gli autori più influenti pubblicati da Basic si trovano Stephon Alexander, Robert Alter, Isaac Asimov, Edward Baptist, H.W. Brands, Zbigniew Brzezinski, Iris Chang, Eugenia Cheng, George Chauncey, William Easterly, Richard Feynman, Richard Florida, Martin Ford, Robert Gallo, Howard Gardner, Adrian Goldsworthy, Adam Gopnik, Victor Davis Hanson, Jonathan Haidt, Judith Herman, Christopher Hitchens, Douglas Hofstadter, Leszek Kolakowski, Kevin Kruse, Lawrence Lessig, Claude Levi-Strauss, Alice Miller, Don Norman, Robert Nozick, Judea Pearl, Samantha Power, Diane Ravitch, Eugene Rogan, Thomas Sowell, Beverly Daniel Tatum, Eric Topol, Sherry Turkle, Timothy Snyder, Nicholas Stargardt, Michael Walzer, George Weigel, Bee Wilson, James Q. Wilson, Richard Wrangham, e Irvin Yalom.

## Storia
Basic Books è nata come un piccolo gruppo di lettura con sede a Greenwich Village mirato agli psicoanalisti. Arthur Rosenthal acquisì il gruppo di lettura nel 1950, e sotto la sua proprietà cominciò la pubblicazione di libri originali, per la maggior parte di scienze comportamentali. I primi successi includono The Life and Work of Sigmund Freud di Ernest Jones, nonché opere di Claude Lévi-Strauss, Jean Piaget e di Erik Erikson. Irving Kristol entrò in Basic Books nel 1960, e aiutò la casa editrice a espandersi nelle scienze sociali. Harper &amp; Row acquistò l'azienda nel 1969, quando Basic era già rinomata per produrre libri intellettuali apprezzati sia dagli accademici sia dal grande pubblico.
Nel 1997, HarperCollins annunciò che avrebbe unito Basic Books al suo programma di pubblicazioni, chiudendo di fatto il marchio. In quello stesso anno, Basic fu acquistata dalla neo-nataPerseus Books Group. Perseus fu poi acquistata da Hachette Book Group nel 2016. Nel 2018, Seal Press diventò un marchio di Basic.

## Autori
Tra gli autori di Basic si trovano:
- Stephon Alexander[6]
- Edward E. Baptist[7]
- H.W. Brands[8]
- Zbigniew Brzezinski[9]
- Iris Chang[10]
- Stephanie Coontz[11]
- Richard Dawkins[12]
- Andrea Dworkin[13]
- Michael Eric Dyson[14]
- Niall Ferguson[15]
- Richard Feynman[16]
- Richard Florida[17]
- Martin Ford[18]
- Howard Gardner[19]
- Jonathan Haidt[20]
- Victor Davis Hanson[21]
- Judith L. Herman[22]
- Christopher Hitchens[23]
- Douglas Hofstadter[24]
- Leszek Kołakowski[25]
- Kevin M. Kruse[26]
- Lawrence Lessig[27]
- Robert Nozick[28]
- Steven Pinker[29]
- Samantha Power[30]
- Eugene Rogan[31]
- Lee Smolin[32]
- Timothy Snyder[33]
- Tamler Sommers[34]
- Thomas Sowell[35]
- Ian Stewart[36]
- Beverly Daniel Tatum[37]
- Sherry Turkle[38]
- Eric Topol[39]
- Michael Walzer[40]
- Elizabeth Warren[41]
- George Weigel[42]
- Steven Weinberg[43]
- Frank Wilczek[44]
- Bee Wilson[45]
- Richard Wrangham[46]
- Irvin D. Yalom[47]